# تام دریک
تام دراک (انگلیسی: Tom Drake؛ ‏ ۵ اوت ۱۹۱۸ – ۱۱ اوت ۱۹۸۲) بازیگر اهل ایالات متحده آمریکا بود.
از فیلم‌ها یا برنامه‌های تلویزیونی که وی در آن نقش داشته است، می‌توان به ارثیه مرگبار، خانم پارکینگتون، مرا در سن لویی ملاقات کن ، شجاعت لسی و تپه‌های وطن اشاره کرد.